# Collin Benjamin
Collin Benjamin (ur. 3 sierpnia 1978 w Windhuku) — namibijski piłkarz, występuje na pozycji pomocnika.

## Kariera klubowa
Profesjonalną karierę piłkarską rozpoczynał w Civics FC Windhoek i zdobył z tym klubem wicemistrzostwo kraju. W 1999 roku został wypatrzony przez niemieckich scoutów i przeniósł się do kraju naszych zachodnich sąsiadów. Konkretniej do 6. ligowej Germanii Schnelsen, a następnie zaliczył epizod w Raspo Elmshorn. Sezon później Benjamin znalazł się w kręgu zainteresowań HSV. Przez dwa pierwsze sezony grał jedynie w drużynie rezerw tego klubu. Dopiero w połowie sezonu 2001/2002 na dłużej zadomowił się w pierwszym składzie. Przez blisko 7 sezonów gry Benjamin był podstawowym zawodnikiem. W sezonie 2006/2007 HSV poprzez eliminacje zakwalifikował się do Ligi Mistrzów. Collin zaliczył 2 występy w fazie grupowej tych rozgrywek. Pierwszy przeciwko Arsenalowi (w 27 minucie został ukarany żółtą kartką), przegrany 1:3. Natomiast drugi z FC Porto, również przegrany (1:4). Benjamin został w przerwie zmieniony przez Mario Fillingera. Klub z Hamburga z 3 punktami na koncie szybko pożegnał się z Ligą Mistrzów, zajmując ostatnie miejsce w grupie. 
W 2011 roku zmienił klub na TSV 1860 Monachium.
| Sezon   | Klub               | Kraj    | Rozgrywki         | Mecze | Bramki |
| ------- | ------------------ | ------- | ----------------- | ----- | ------ |
| 1997/98 | Civics FC Windhoek | Namibia | II liga           | ?     | ?      |
| 1998/99 | Civics FC Windhoek | Namibia | II liga           | ?     | ?      |
| 1999/00 | Germania Schnelsen | Niemcy  | Niższa liga       | 14    | 3      |
| 2000/01 | Raspo Elmshorn     | Niemcy  | Niższa liga       | ?     | ?      |
| 2000/01 | Hamburger SV II    | Niemcy  | Regionalliga Nord | 15    | 2      |
| 2001/02 | Hamburger SV II    | Niemcy  | Regionalliga Nord | 14    | 5      |
| 2001/02 | Hamburger SV       | Niemcy  | Bundesliga        | 17    | 3      |
| 2002/03 | Hamburger SV       | Niemcy  | Bundesliga        | 20    | 1      |
| 2003/04 | Hamburger SV       | Niemcy  | Bundesliga        | 17    | 0      |
| 2004/05 | Hamburger SV       | Niemcy  | Bundesliga        | 26    | 5      |
| 2005/06 | Hamburger SV       | Niemcy  | Bundesliga        | 0     | 0      |
| 2006/07 | Hamburger SV II    | Niemcy  | Regionalliga Nord | 2     | 0      |
| 2006/07 | Hamburger SV       | Niemcy  | Bundesliga        | 21    | 2      |
| 2007/08 | Hamburger SV       | Niemcy  | Bundesliga        | 17    | 1      |
| 2008/09 | Hamburger SV       | Niemcy  | Bundesliga        | 20    | 1      |
| 2009/10 | Hamburger SV       | Niemcy  | Bundesliga        | 0     | 0      |
| 2010/11 | Hamburger SV       | Niemcy  | Bundesliga        | 8     | 0      |
| 2011/12 | TSV 1860 Monachium | Niemcy  | 2. Bundesliga     | 8     | 0      |

## Kariera reprezentacyjna
Collin Benjamin jest reprezentantem Namibii, w której zadebiutował w 2002 roku. Wraz z kadrą narodową wystąpił w Pucharze Narodów Afryki 2008.